# Чароптах
Чароптах (Seleucidis melanoleucus) — вид горобцеподібних птахів родини дивоптахових (Paradisaeidae).

## Поширення
Вид поширений у низовинних лісах Нової Гвінеї та на індонезійському острові Салаваті.

## Розмноження
Поки знайдено всього кілька гнізд цього виду. Всі вони розташовувалися на вершинах дерев і містили по одному яйцю.